# TRYあんぐる
『TRYあんぐる』（トライあんぐる）は、2000年4月3日から2003年3月28日まで3年間、名古屋テレビで生放送されていた9代目の夕方ワイド番組（報道番組・情報番組）である。開始当初は『ニュースTRYあんぐる』と題して放送されていた。

## 番組概要
- 1年半お送りした『情報ライブ トゥー・ユー!』の後番組としてスタート。

- 17時台前半にはテレビ朝日発の全国ニュース『スーパーJチャンネル』第1部を内包し、17:54 - 18:17には『スーパーJチャンネル』第2部を内包していた。番組のラストには『ニュースステーション』の見どころ紹介コーナーがあった。

- 番組はその後、2003年3月31日に名古屋テレビが愛称を「ナゴヤテレビ」から、現在の「メ〜テレ」へ変更するのに合わせて改題リニューアル。以後は『メ〜テレワイド スーパーJチャンネル』と題して放送された。

## 放送時間
| 放送期間  | 放送期間  | 放送時間                    |
| --------- | --------- | --------------------------- |
| 2000.4.3  | 2000.9.29 | 平日 16:56 - 18:54（118分） |
| 2000.10.2 | 2002.3.29 | 平日 16:50 - 18:54（124分） |
| 2002.4.1  | 2003.3.28 | 平日 16:55 - 18:54（119分） |

## 歴代出演者

### キャスター
- 羽川英樹 - メインキャスター兼コメンテーター。2000年4月から2000年12月まで担当。
- 加藤歩 - サブキャスター。2000年4月から2001年3月まで担当。
- 星恭博 - メインキャスター。2001年1月から2003年3月まで担当。
- 大川敦子 - サブキャスター。2001年4月から2003年3月まで担当。

### リポーター
- 星恭博 - 2000年4月から同年12月まで担当。
- 加藤歩 - 2001年4月から2003年3月まで「あんぐる探偵団」→「怒〜なの!」を担当。
- 佐藤裕二 - フィールドキャスター。金曜担当。
- 齋藤寿幸 - 「斎藤ノススメ」を担当。
- 立松大和 - 「東海256景立松の旅」を担当。
- 倉橋友和 - フィールドキャスター。
- 神取恭子 - フィールドキャスター。水曜担当。

### 天気予報担当
- 小川玄（気象予報士）

## 番組内コーナー
前番組『情報ライブトゥー・ユー!』のフォーマットを踏襲し、特集VTRの映像に案内役として登場するアナウンサー主導のコーナーを増やした。
- 羽川秀樹のコテコテ（コメントコーナー）
- 寿将がゆく
- 手作り道具で素敵生活
- 行列・人気・うまい店
- ナゴヤタウンタウン
- 東海256景立松の旅
- 女の時間
- 怒〜なの!
- あんぐる美学
- 極上!ふるさと三つ星ごはん
- 秘伝!直伝!まかないグルメ
- 名人!達人!こだわりの人!その技いただきます!
- 暮らしの達人
- あんぐる探偵団
- ヘルシークッキング
- 教えて!名店料理人の味